# Тигрова генета
Тигровата генета (Genetta tigrina) е малък хищен бозайник от семейство Виверови, обитаващ най-южните части на Африка.

## Разпространение
Видът е ендемичен за най-южните части на Африка и се среща в ареал от Западен Кейп до Квазулу-Натал в ЮАР и гранични области с Лесото. Ареалът му на обитание изцяло се намира под 32 меридиан. Обитава гористи местности и савани.

## Описание
Тигровата генета е малък бозайник с дълго и тънко тяло и опашка и къси крака. Дължината ѝ е 85 – 110 cm, а теглото 1,5 –3,2 kg. Въпреки че представителите се различават доста по своята окраска на тялото то обикновено е мръсно бяло до сиво изпъстрено с ръждиво-кафяви петна, краката обикновено са по-бледи. Ушите са доста издължени, заоблени и тънки. Очите са големи и характерни за нощния начин на живот. Те имат отлично бинокулярно зрение.
Зъбната формула е {\displaystyle {\tfrac {3.1.4.2}{3.1.4.2}}}

## Поведение
Тигровата генета е нощно животно, което е добре приспособено да ходи по дърветата. Търси хрната си и по земята. Обикновено са единаци, макар че понякога са наблюдавани да ловуват по двойки. Отличното зрение и ловкостта им ги прави високоефективни хищници.

## Хранене
Месоядни животни са, въпреки че насекомите и плодовете са редовна част от диетата им. Основната част от храната им са безгръбначни и малки гризачи. Освен тях се хранят и с дребни гущери, земноводни и птици. Често се случва да убиват и пилета в покрайнините на човешките селища.

## Размножаване
Бременността продължава около 70 дни. Раждат 2 – 4 малки през лятото в гнезда скрити в дупки, скални пукнатини или гъста растителност. Раждат се слепи като проглеждат на осмия ден. На 9 седмична възраст преминават на месна храна. На около едногодишна възраст напускат майка си и стават самостоятелни. Продължителността на живота им е около 8 години.